# Kermit (Texas)
Kermit es una ciudad situada en el condado de Winkler, Texas, Estados Unidos. Tiene una población estimada, a mediados de 2023, de 5952 habitantes.
Es la sede del condado. 

## Geografía
La localidad está ubicada en las coordenadas 31°51′14″N 103°5′33″O / 31.85389, -103.09250 (31.853923, -103.092395). Según la Oficina del Censo, tiene una superficie de 6.56 km², correspondientes en su totalidad a tierra firme.

## Demografía
Según el censo de 2020, en ese momento había 6267 personas residiendo en la localidad. La densidad de población era de 955.34 hab./km².
| Raza                   | Núm. | Porc.  |
| ---------------------- | ---- | ------ |
| Blancos                | 2944 | 46.98% |
| Afroamericanos         | 138  | 2.20%  |
| Amerindios             | 124  | 1.98%  |
| Asiáticos              | 70   | 1.12%  |
| Isleños del Pacífico   | 1    | 0.02%  |
| De otras razas         | 1646 | 26.26% |
| De una mezcla de razas | 1344 | 21.45% |

Del total de la población, el 66.30% eran hispanos o latinos de cualquier raza.